# غيورغ فون هيرتلينغ
غورغ فون هيرتلنغ (بالألمانية: Georg von Hertling) سياسي ألماني (31 أغسطس 1843-4 يناير 1919). تولى منصب المستشار في الإمبراطورية الألمانية من 1 نوفمبر 1917 إلى 30 سبتمبر 1918.

## روابط خارجية
- غيورغ فون هيرتلينغ على موقع الموسوعة البريطانية (الإنجليزية)
- غيورغ فون هيرتلينغ على موقع إن إن دي بي (الإنجليزية)